# Vittorio Mascheroni
Gian Vittorio Mascheroni, né le 3 mars 1895 à Milan et mort le 3 juillet 1972 dans la même ville, est un auteur compositeur italien.

## Biographie
Vittorio Mascheroni est né à Milan. Il étudie la composition au conservatoire Giuseppe Verdi, mais abandonne les études avant le diplôme, ce qui lui vaut d'être désigné comme le « il Maestro senza diploma » (« maître sans diplôme »). Il est le cousin de Ada Negri et parent de Lorenzo Mascheroni. Il devient un compositeur éclectique de la musique italienne entre les deux guerres. Il commence sa carrière vers 1915 en produisant de la musique pour les salles de bal d'inspiration jazz et se dédie à l'opérette.
En 1927, il compose les premiers succès en musique Adagio Biagio et  Tre son le cose che voglio da te (paroles de Angelo Ramiro Borella). D'autres chansons à succès sont  Il tango della gelosia (1928), Arturo (1928), Stramilano (1929), Ziki-Paki-Ziki-Pu (1929), Si fa... ma non si dice!, (1930, sur des rythmes fox-trot), Lodovico (1931), Bombolo (1932),  Fiorin fiorello (1938), Signorine non guardate i marinai (1935).
Vittorio Mascheroni interrompt sa production lors de la Seconde Guerre mondiale et recomence en 1946 avec Il mio nome è donna, suivie de  Addormentarmi così (1948), Autunno (1949), Amami se vuoi deuxième, derrière après Aprite le finestre au Festival de Sanremo en 1956 et représentant l'Italie comme deuxième chanson, au Concours Eurovision de la chanson 1956,  Giuro d'amarti così (1958), Una marcia in fa (1959). Il s'associe avec le parolier Mario Panzeri, pour  Papaveri e papere (1952) et  Casetta in Canadà (1957).

## Filmographie partielle

### Musique de film
- 1933 : Un cattivo soggetto de Carlo Ludovico Bragaglia
- 1933 : Piccola mia (it) d'Eugenio De Liguoro
- 1933 : La segretaria per tutti d'Amleto Palermi
- 1933 : Aria di paese d'Eugenio De Liguoro
- 1934 : Tempo massimo de Mario Mattoli
- 1935 : Musica in piazza de Mario Mattoli
- 1937 : Questi ragazzi de Mario Mattoli
- 1939 : La Folle Aventure de Macario (Imputato, alzatevi!) de Mario Mattoli
- 1939 : Macario millionnaire de Mario Mattoli
- 1950 : Je suis de la revue (Botta e risposta) de Mario Soldati
- 1951 : Miracolo a Viggiù (it) de Luigi Giachino
- 1952 : Cinque poveri in automobile de Mario Mattoli
- 1952 : Lo sai che i papaveri (it) de Vittorio Metz et Marcello Marchesi
- 1952 : Era lei che lo voleva! de Marino Girolami et Giorgio Simonelli
- 1953 : ...e Napoli canta! d'Armando Grottini
- 1962 : La guerra continua de Leopoldo Savona